# Sintești, Ialomița
Sintești este un sat în comuna Borănești din județul Ialomița, Muntenia, România.